# Festival international du film de Toronto 2021
Le Festival international du film de Toronto 2021, 46e édition du festival (46th annual Toronto International Film Festival ou TIFF), se déroule du 9 au 18 septembre 2021.

## Déroulement et faits marquants
C'est le film Belfast de Kenneth Branagh qui remporte le People's Choice Award.

## Sélection

### Gala Presentations
- Belfast de Kenneth Branagh
- Bergman Island de Mia Hansen-Løve
- Cher Evan Hansen de Stephen Chbosky
- Jagged de Alison Klayman
- The Desperate Hour (Lakewood) de Phillip Noyce
- Last Night in Soho de Edgar Wright
- Les Voleurs de la nuit de Danis Goulet
- One Second de Zhang Yimou
- Joyeuse Fin du monde (Silent Night) de Camille Griffin
- La Vie extraordinaire de Louis Wain de Will Sharpe
- The Good House de Maya Forbes et Wallace Wolodarsky
- Le Bal des folles de Mélanie Laurent
- Le Survivant (The Survivor) de Barry Levinson
- Julie (en 12 chapitres) de Joachim Trier

### Special Presentations
- Ali & Ava de Clio Barnard
- All My Puny Sorrows de Michael McGowan
- Benediction de Terence Davies
- Charlotte de Tahir Rana et Eric Warin
- Dionne Warwick: Don't Make Me Over de Dave Wooley et David Heilbroner
- Drive My Car de Ryūsuke Hamaguchi
- Encounter de Michael Pearce
- I'm Your Man de Maria Schrader
- Inexorable de Fabrice du Welz
- Inu-Oh de Masaaki Yuasa
- Lingui, les liens sacrés de Mahamat-Saleh Haroun
- Mothering Sunday de Eva Husson
- Competencia oficial de Mariano Cohn et Gastón Duprat
- Petite Maman de Céline Sciamma
- Sundown de Michel Franco
- Les Yeux de Tammy Faye de Michael Showalter
- The Falls de Chung Mong-Hong
- The Guilty de Antoine Fuqua
- The Humans de Stephen Karam
- The Middle Man de Bent Hamer
- The Power of the Dog de Jane Campion
- The Starling de Theodore Melfi
- L'Histoire de ma femme de Ildikó Enyedi
- Tre piani de Nanni Moretti
- Violet de Justine Bateman
- Wolf de Nathalie Biancheri

### Contemporary World Cinema
- 7 Prisoners de Alex Moratto
- Are You Lonesome Tonight? de Shipei Wen
- Compartiment n° 6 de Juho Kuosmanen
- Costa Brava, Lebanon de Mounia Akl
- Jockey de Clint Bentley
- Kicking Blood de Blaine Thurier
- La Soga 2 de Manny Pérez
- Maria Chapdelaine de Sébastien Pilote
- Medusa de Anita Rocha da Silveira
- Murina de Antoneta Alamat Kusijanović
- Nobody Has To Know de Bouli Lanners
- En décalage (Tres) de Juanjo Giménez
- Small Body de Laura Samani
- Terrorizers de Ho Wi-ding
- The Daughter de Manuel Martín Cuenca
- La Femme du fossoyeur de Khadar Ahmed
- La Colline où rugissent les lionnes de Luàna Bajrami
- The Odd-Job Men de Neus Ballús
- The Other Tom  de Rodrigo Plá et Laura Santullo
- The Wheel de Steve Pink
- True Things About Me de Harry Wootliff
- Les Poings desserrés de Kira Kovalenko
- Vengeance Is Mine, All Others Pay Cash de Edwin
- Whether the Weather Is Fine de Carlo Francisco Manatad
- Întregalde de Radu Muntean

### Midnight Madness
- After Blue (Paradis sale) de Bertrand Mandico
- DASHCAM de Rob Savage
- Saloum de Jean Luc Herbulot
- Titane de Julia Ducournau
- You Are Not My Mother de Kate Dolan
- Zalava de Arsalan Amiri

### Discovery
- A Banquet de Ruth Paxton
- Aloners de Hong Sung-eun
- Anatolian Leopard de Emre Kayiş
- As in Heaven de Tea Lindeburg
- Dug Dug de Ritwik Pareek
- Farha de Darin J. Sallam
- Learn To Swim de Thyrone Tommy
- Lo Invisible de Javier Andrade
- Paka (River of Blood) de Nithin Lukose
- Quickening de Haya Waseem
- Scarborough de Shasha Nakhai et Rich Williamson
- Snakehead de Evan Jackson Leong
- The Game de Ana Lazarević
- To Kill The Beast de Agustina San Martín
- Tug of War de Amil Shivji
- Wildhood de Bretten Hannam

## Palmarès
| Prix                                                           | Film                               | Réalisateur(s)                          |
| -------------------------------------------------------------- | ---------------------------------- | --------------------------------------- |
| People's Choice Award                                          | Belfast                            | Kenneth Branagh                         |
| People's Choice Award, First Runner Up                         | Scarborough                        | Shasha Nakhai et Rich Williamson        |
| People's Choice Award, Second Runner Up                        | The Power of the Dog               | Jane Campion                            |
| People's Choice Award: Documentary                             | The Rescue                         | Elizabeth Chai Vasarhelyi et Jimmy Chin |
| People's Choice Award: Documentary, First Runner Up            | Dionne Warwick: Don't Make Me Over | Dave Wooley et David Heilbroner         |
| People's Choice Award: Documentary, Second Runner Up           | Flee                               | Jonas Poher Rasmussen                   |
| People's Choice Award: Midnight Madness                        | Titane                             | Julia Ducournau                         |
| People's Choice Award: Midnight Madness, First Runner Up       | You Are Not My Mother              | Kate Dolan                              |
| People's Choice Award: Midnight Madness, Second Runner Up      | DASHCAM                            | Rob Savage                              |
| Platform Prize                                                 | Yuni                               | Kamila Andini                           |
| Platform Prize, Honourable Mention                             | Good Madam (Mlungu Wam)            | Jenna Cato Bass                         |
| Meilleur film canadien                                         | Ste. Anne                          | Rhayne Vermette                         |
| Meilleur film canadien, (mention honorable)                    | Scarborough                        | Shasha Nakhai et Rich Williamson        |
| Meilleur court métrage canadien                                |                                    |                                         |
| Meilleur court métrage canadien (mention honorable)            |                                    |                                         |
| Meilleur premier film canadien                                 |                                    |                                         |
| Prix FIPRESCI Discovery Prize                                  |                                    |                                         |
| Prix FIPRESCI Special Presentations                            |                                    |                                         |
| Meilleur court métrage international                           |                                    |                                         |
| Meilleur court métrage international (mention honorable)       |                                    |                                         |
| Prix Netpac « for World or International Asian Film Premiere » |                                    |                                         |